# Gmina Rudkøbing
Gmina Rudkøbing (duń. Rudkøbing Kommune)  była w latach 1970–2006 (włącznie) jedną z gmin w Danii w okręgu Fionii (Fyns Amt). 
Siedzibą władz gminy było miasto Rudkøbing na wyspie Langeland.
Gmina Rudkøbing została utworzona 1 kwietnia 1970 na mocy reformy podziału administracyjnego Danii. Po kolejnej reformie w 2007 r. weszła w skład gminy Langeland.

## Dane liczbowe
- Liczba ludności: (♀ 3274 + ♂ 3402) = 6676
  - wiek 0-6: 7,1%
  - wiek 7-16: 11,6%
  - wiek 17-66: 62,5%
  - wiek 67+: 18,9%
- zagęszczenie ludności: 107,7 osób/km² (2004)
- bezrobocie: 12,5% osób w wieku 17–66 lat
- cudzoziemcy z UE, Skandynawii i USA: 129 na 10 000 osób
- cudzoziemcy z krajów Trzeciego Świata: 216 na 10 000 osób
- liczba szkół podstawowych: 3 (liczba klas: 34)